# Mercedes-Benz W 11
Der Mercedes-Benz W 11, bekannt als 10/50 PS Typ Stuttgart 260, erschien 1929 als Ableitung vom Modell Stuttgart 200 mit dessen Fahrwerk und Karosserie, aber mit stärkerem Motor.
Das Fahrzeug war werksseitig mit vielen Aufbauten erhältlich, so auch als Fahrgestell, viertüriger Tourenwagen, viertürige Limousine, Cabriolet A, B, C, NC, oder D etc., und schließlich ab 1934 auch als sechssitzige Pullman-Limousine (W 11 L) mit langem Fahrgestell.
Sein seitengesteuerter Sechszylinder-Reihenmotor mit 2581 cm³ Hubraum leistet 50 PS (37 kW) bei 3400/min. Das Fahrzeug erreicht eine Höchstgeschwindigkeit von 90 km/h. Über ein Vierganggetriebe (mit Schnellgang 1:0,76) werden die Hinterräder angetrieben. Die Starrachsen vorn und hinten wurden mit Halbelliptik-Blattfedern gefedert. Der Wagen ist mit Gestängebremsen für alle vier Räder ausgestattet.
Lange Zeit war der Typ „Stuttgart“ das wichtigste von der Daimler-Benz AG angebotene Automobil. Erst 1933 wurde es durch den Mercedes-Benz W 21 abgelöst.

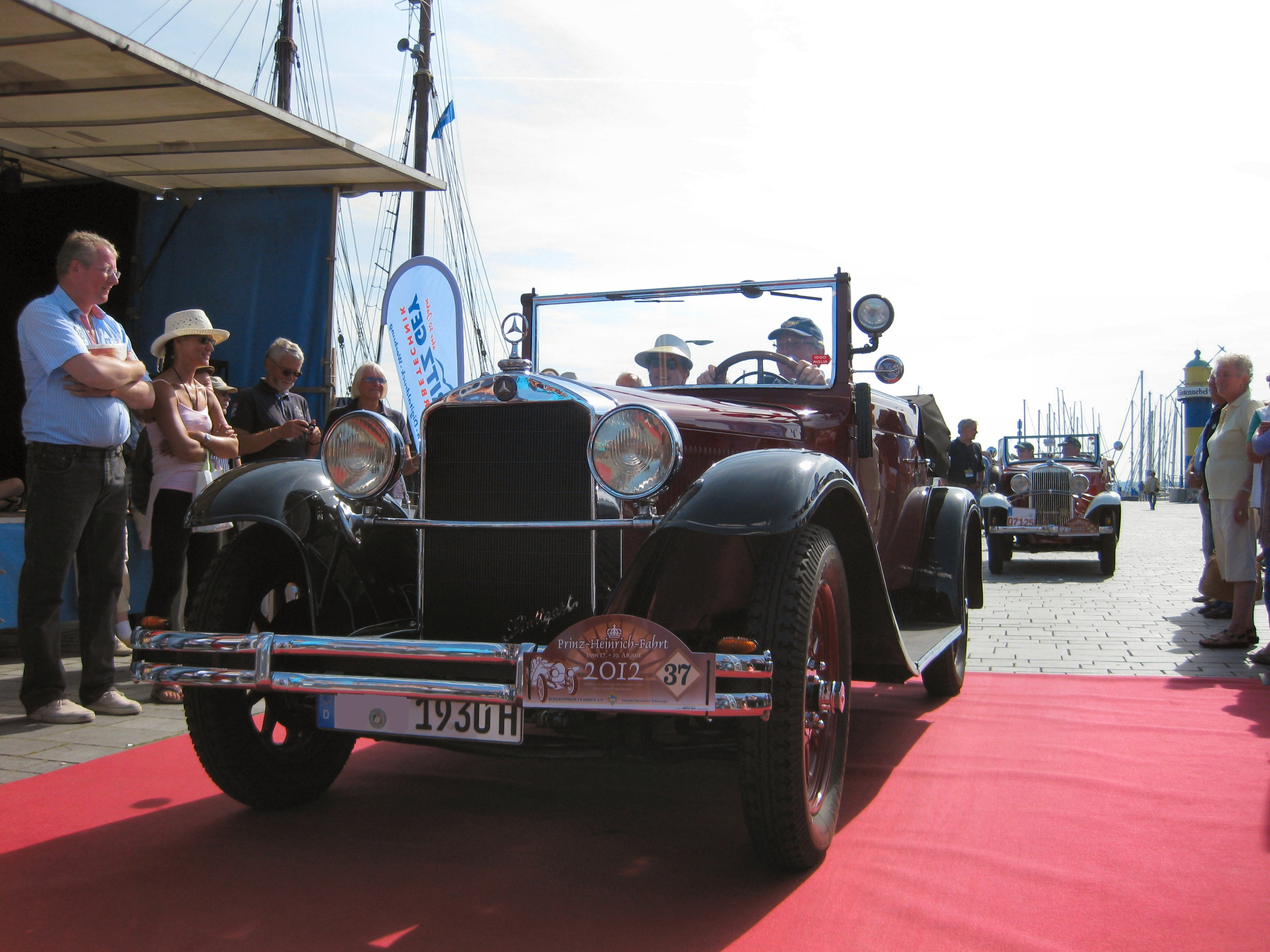
10/50 Cabriolet (1930)

## Technische Daten
|                                              | 10/50 PS Typ Stuttgart 260 | 10/50 PS Typ Stuttgart 260 Pullman-Limousine                     | 10/50 PS Typ Stuttgart 260 Kübelwagen                            |
| -------------------------------------------- | --- | ---------------------------------------------------------------- | ---------------------------------------------------------------- |
| Konstruktionsbezeichnung                     | W 11 | W 11 L                                                           | W 11 III                                                         |
| Bauzeit                                      | 1929–1934 | 1933                                                             | 1934–1935                                                        |
| Motor                                        | |                                                                  |                                                                  |
| Arbeitsverfahren                             | Viertakt-Otto | Viertakt-Otto                                                    | Viertakt-Otto                                                    |
| Anordnung im Fahrzeug                        | vorn, längs; stehend | vorn, längs; stehend                                             | vorn, längs; stehend                                             |
| Motor-Typ / -Baumuster                       | M 11 | M 11                                                             | M 11                                                             |
| Zylinderzahl / -anordnung                    | 6 / Reihe | 6 / Reihe                                                        | 6 / Reihe                                                        |
| Bohrung × Hub                                | 74 × 100 mm | 74 × 100 mm                                                      | 74 × 100 mm                                                      |
| Hubraum                                      | 2581 cm³ (nach Steuerformel 2562 cm³) | 2581 cm³ (nach Steuerformel 2562 cm³)                            | 2581 cm³ (nach Steuerformel 2562 cm³)                            |
| Verdichtungsverhältnis                       | 5,0 : 1; ab 1930: 5,65 : 1 | 5,0 : 1; ab 1930: 5,65 : 1                                       | 5,0 : 1; ab 1930: 5,65 : 1                                       |
| Leistung / bei                               | 37 kW (50 PS) bei 3400/min | 37 kW (50 PS) bei 3400/min                                       | 37 kW (50 PS) bei 3400/min                                       |
| Drehmoment / bei                             | 13,8 mkp (135 Nm) bei 1200/min | 13,8 mkp (135 Nm) bei 1200/min                                   | 13,8 mkp (135 Nm) bei 1200/min                                   |
| Ventilanordnung / -anzahl                    | 1 Einlass, 1 Auslass / seitlich stehend | 1 Einlass, 1 Auslass / seitlich stehend                          | 1 Einlass, 1 Auslass / seitlich stehend                          |
| Ventilsteuerung                              | 1 seitliche Nockenwelle | 1 seitliche Nockenwelle                                          | 1 seitliche Nockenwelle                                          |
| Nockenwellenantrieb                          | über Stirnräder | über Stirnräder                                                  | über Stirnräder                                                  |
| Gemischbildung                               | 1 Solex-Vergaser 35 MOHLT, ab 1931 Solex 35 FHLS | 1 Solex-Vergaser 35 MOHLT, ab 1931 Solex 35 FHLS                 | 1 Flachstromvergaser Solex 35 MOHLT, ab 1931 Solex 35 FHLS       |
| Kraftstofftank: Anordnung / Fassungsvermögen | im Motorraum / 45 l | im Motorraum / 45 l                                              | im Motorraum / 45 l                                              |
| Fahrwerk und Kraftübertragung                | |                                                                  |                                                                  |
| Rahmenausführung                             | U-Profil-Pressstahl-Rahmen | U-Profil-Pressstahl-Rahmen                                       | U-Profil-Pressstahl-Rahmen                                       |
| Radaufhängung; vorne                         | Starrachse | Starrachse                                                       | Starrachse                                                       |
| Radaufhängung; hinten                        | Starrachse | Starrachse                                                       | Starrachse                                                       |
| Federung; vorne                              | Halbfedern | Halbfedern                                                       | Halbfedern                                                       |
| Federung; hinten                             | Halbfedern | Halbfedern                                                       | Halbfedern                                                       |
| Lenkung                                      | Schraubenspindel/Mutter, links oder (Export) rechts | Schraubenspindel/Mutter, links oder (Export) rechts              | Schraubenspindel/Mutter, links                                   |
| Bremsanlage (Fußbremse)                      | mechanisch, auf Vorder- und Hinterräder wirkend | mechanisch, auf Vorder- und Hinterräder wirkend                  | mechanisch, auf Vorder- und Hinterräder wirkend                  |
| Feststellbremse (Handbremse)                 | mechanisch, auf Hinterräder wirkend | mechanisch, auf Hinterräder wirkend                              | mechanisch, auf Hinterräder wirkend                              |
| Räder                                        | Stahlblechspeichenräder | Stahlblechspeichenräder                                          | Scheibenräder                                                    |
| Felgen                                       | Tiefbettfelge | Tiefbettfelge                                                    | Tiefbettfelge                                                    |
| Reifen                                       | 5,25-20 | 5,25-20                                                          | 6,00-20 Gelände                                                  |
| Angetriebene Räder                           | Hinterräder | Hinterräder                                                      | Hinterräder                                                      |
| Kraftübertragung                             | Kardanwelle | Kardanwelle                                                      | Kardanwelle                                                      |
| Getriebe und Fahrleistungen                  | |                                                                  |                                                                  |
| Getriebe (serienmäßig)                       | 3-Gang-Schaltgetriebe, ab 1930 auch mit zusätzlichem Schnellgang | 3-Gang-Schaltgetriebe, ab 1930 auch mit zusätzlichem Schnellgang | 3-Gang-Schaltgetriebe, ab 1930 auch mit zusätzlichem Schnellgang |
| Schaltung                                    | Schalthebel Wagenmitte | Schalthebel Wagenmitte                                           | Schalthebel Wagenmitte                                           |
| Kupplung                                     | Einscheiben-Trockenkupplung | Einscheiben-Trockenkupplung                                      | Einscheiben-Trockenkupplung                                      |
| Getriebeart                                  | Zahnrad-Wechselgetriebe | Zahnrad-Wechselgetriebe                                          | Zahnrad-Wechselgetriebe                                          |
| Getriebe-Übersetzung                         | I. 3,40; II. 1,78; III. 1,0; S. 0,76 | I. 3,40; II. 1,78; III. 1,0; S. 0,76                             | I. 3,40; II. 1,78; III. 1,0; S. 0,76                             |
| Achsantriebsübersetzung                      | 5,30; 5,66 oder 4,63 | 5,30; 5,66 oder 4,63                                             | 5,20                                                             |
| Höchstgeschwindigkeit                        | 90 km/h | 90 km/h                                                          | 85 km/h                                                          |
| Kraftstoffverbrauch                          | 17 l | 18 l                                                             | Straße 17 l                                                      |
| Abmessungen und Gewichte                     | |                                                                  |                                                                  |
| Radstand                                     | 2810 mm | 3080 mm                                                          | 2810 mm                                                          |
| Spur vorne / hinten                          | 1425 / 1425 mm | 1425 / 1425 mm                                                   | 1425 / 1425 mm                                                   |
| Länge                                        | 4060 mm (mit Stoßstangen 4380 mm) | 4650 mm                                                          | 4380 mm                                                          |
| Breite                                       | 1680 mm | 1710 mm                                                          | 1680 mm                                                          |
| Höhe                                         | 1800 mm | 1800 mm                                                          | 1750 mm (mit Verdeck)                                            |
| Gewicht des Fahrgestells                     | 900 kg | 950 kg                                                           | k. A.                                                            |
| ,Leergewicht (Wagengewicht)                  | Tourenwagen: 1180 kg; Limousine: 1300 kg; Cabriolet: 1350 kg | Tourenwagen: 1250 kg; Limousine: 1400 kg                         | 1250 kg                                                          |
| Zul. Gesamtgewicht                           | 1950 kg | 2100 kg                                                          | 1860 kg                                                          |
| Allgemeine Daten                             | |                                                                  |                                                                  |
| Stückzahl                                    | 6757 | 50                                                               | 1507                                                             |
| Preise                                       | 1929: Fahrgestell: 6.500 RM Limousine (4 Türen): 7.880 RM Offener Tourenwagen (4 Türen): 7.420 RM Sport-Zweisitzer: 7.320 RM Luxus- oder Sonder-Ausführung: Fahrgestell: 7.000 RM Limousine (4 Türen): 8.650 RM Offener Tourenwagen (4 Türen): 7.920 RM Cabriolet A: 9.250 RM Cabriolet B: 9.520 RM Cabriolet C: 10.320 RM Cabriolet D: 10.600 RM 1930–1931: Fahrgestell: 6.350 RM Limousine (4 Türen): 7.180 RM Offener Tourenwagen (4 Türen): 8.180 RM Cabriolet NC: 8.400 RM Luxus- oder Sonder-Ausführung: Fahrgestell: 7.000 RM Limousine (4 Türen): 8.350 RM Offener Tourenwagen (4 Türen): 8.350 RM Cabriolet C: 9.800 RM Cabriolet D: 10.300 RM 1932: Fahrgestell: 6.000 RM Limousine (4 Türen): 7.180 RM Offener Tourenwagen (4 Türen): 7.900 RM Cabriolet NC: 7.500 RM Luxus- oder Sonder-Ausführung: Fahrgestell: 6.500 RM Limousine (4 Türen): 7.950 RM Offener Tourenwagen (4 Türen): 8.350 RM Cabriolet C: 8.900 RM Cabriolet D: '.700 RM 1933: Fahrgestell: 5.400 RM Limousine (4 Türen): 6.500 RM Cabriolet NC: 7.400 RM Luxus- oder Sonder-Ausführung: Fahrgestell: 5.800 RM Cabriolet C: 8.600 RM Cabriolet D: 9.300 RM | Pullman-Limousine (6 Sitze): 7.800 RM                            | mit Reichswehrausrüstung komplett: 7.700 RM                      |
| Belege                                       | |                                                                  |                                                                  |